# Бахирев, Владимир Николаевич
Влади́мир Никола́евич Ба́хирев (23 ноября 1923 — 9 февраля 1944) — советский офицер, участник Великой Отечественной войны, помощник начальника штаба 176-го гвардейского стрелкового полка 59-й гвардейской стрелковой дивизии 3-й гвардейской армии 4-го Украинского фронта, Герой Советского Союза (3.06.1944), гвардии капитан.

## Биография
Родился 23 ноября 1923 года в деревне Малая Мяссиха ныне Ветлужского района Нижегородской области в семье крестьянина. Русский. В 1938 году окончил 7-летнюю школу. Учился в Ветлужском техникуме водного транспорта.
В 1941 году с третьего курса был призван в Красную армию. Просил направить в авиацию, но не прошёл по здоровью. Закончил ускоренный курс Рязанского пехотного училища и в декабре 1941 года был направлен на фронт.
Участвовал в боях под Москвой, был ранен. Летом 1942 года в боях на Дону, под станицей Вёшенской, командир взвода разведки лейтенант Бахирев с десятью бойцами блокировал два дота противника, захватил высоту. В мае 1943 года его контузило, а в сентябре при захвате сильно укрепленной высоты под Краматорском был ранен вторично. После госпиталя вернулся на фронт. Член ВКП(б) с 1943 года. Отличился в боях по ликвидации Никопольского плацдарма в феврале 1944 года.
9 февраля 1944 года гвардии капитан Бахирев с двадцатью разведчиками форсировал реку Днепр. На правом берегу группа была атакована батальоном противника при поддержке десяти танков. Десантники приняли неравный бой. Они отбили все атаки, уничтожив 5 танков и до сотни солдат и офицеров вермахта. Окруженные со всех сторон, оставшиеся в живых, раненые капитан Бахирев и сержант Глобенко отстреливались до последнего патрона, а потом подорвали себя и гитлеровцев гранатами.
Указом Президиума Верховного Совета СССР от 3 июня 1944 года за мужество и геройство, проявленные в боях с немецкими захватчиками, гвардии капитану Бахиреву Владимиру Николаевичу посмертно присвоено звание Героя Советского Союза.

## Награды

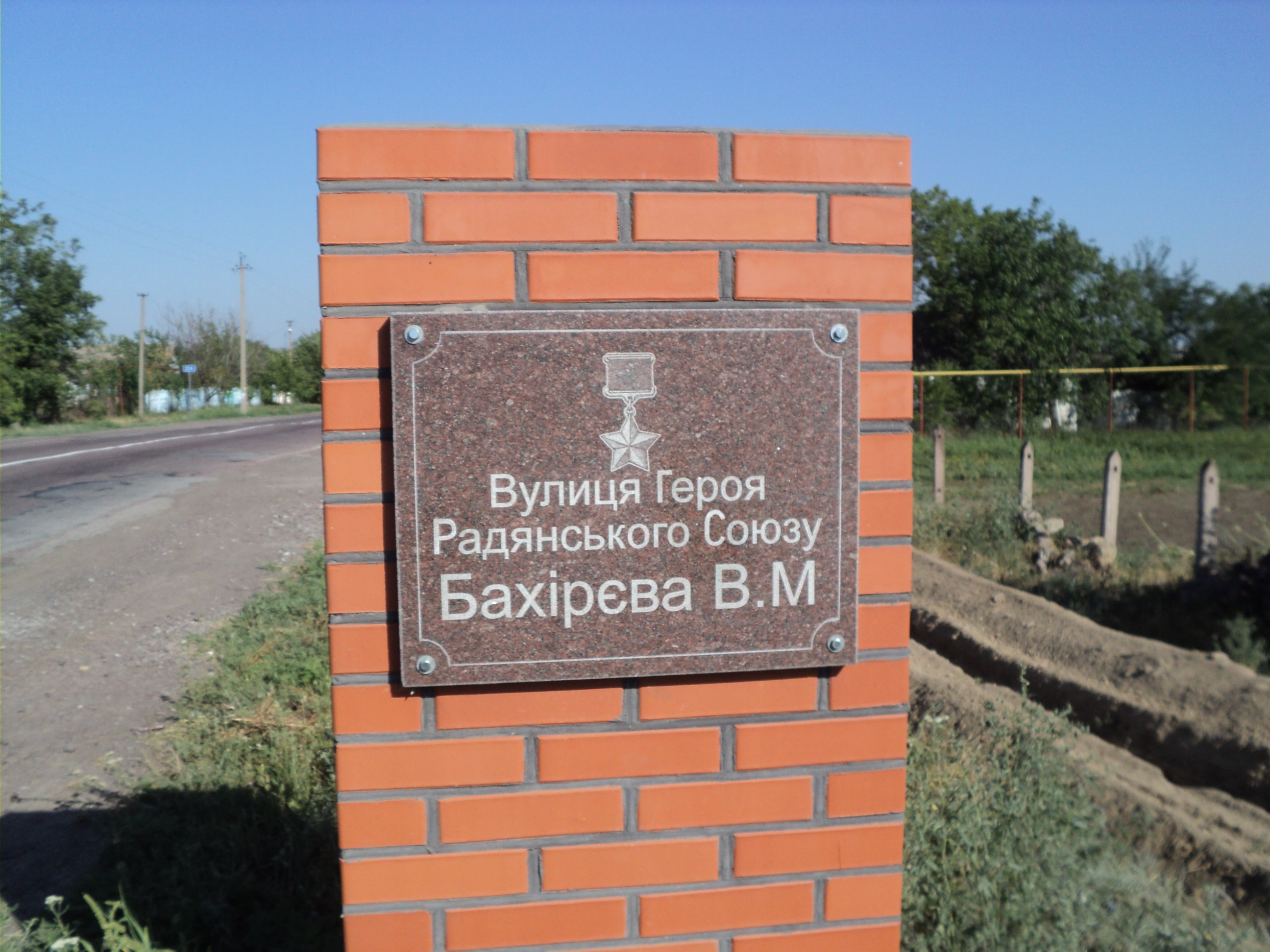
Улица Бахирева в селе Ленинском

- Медаль «Золотая Звезда» Героя Советского Союза
- Орден Ленина
- Орден Отечественной войны I степени
- Орден Отечественной войны II степени
- Медаль

## Память
- Похоронен на месте боя, в селе Грушевка Апостоловского района Днепропетровской области.
- Имя Героя носит улица в городе Ветлуге.